# Antonella Ragno-Lonzi
Antonella Ragno-Lonzi   (Venècia, 6 de juny de 1940) és una tiradora d'esgrima italiana, ja retirada, especialista en floret, que va competir entre les dècades de 1950 i 1970. És filla de Saverio Ragno i està casada amb el waterpolista Gianni Lonzi.
El 1960 va prendre part en els Jocs Olímpics d'Estiu de Roma, on va guanyar la medalla de bronze en la prova del floret per equips del programa d'esgrima. Quatre anys més tard, als Jocs de Tòquio, va guanyar la medalla de bronze en la prova del floret individual, mentre en la del floret per equips fou quarta. Als Jocs de Ciutat de Mèxic de 1968 destaca una sisena posició en la prova del floret per equips. El 1972, als Jocs de Múnic, aconseguí el seu èxit més important en guanyar la medalla d'or en la prova del floret individual, mentre en la del floret per equips fou quarta.
En el seu palmarès també destaquen quatre medalles al Campionat del món d'esgrima, una de plata i tres de bronze, entre les edicions de 1962 i 1967.